# A kőfalak leomlanak / Lány, akire szerelemmel nézhetek
Az Akire szerelemmel nézhetek / A kőfalak leomlanak a Taurus Ex-T 25 75 82 együttes második és egyúttal utolsó kislemeze.

## Története
Miután Som Lajos távozott a Taurus-ból, helyére Sztevanovity Zorán (ex-Metro) került a basszusgitáros  posztra. Nem sokkal a tagcserét követően, megjelent a második Taurus kislemez is, melyen az "Akire szerelemmel nézhetek" és "A kőfalak leomlanak" c. szerzemények kaptak helyet. A kislemezen erősen érződik a két dal közti kontraszt, ugyanis az "Akire szerelemmel nézhetek" egy lágyabb, csöndes darab. Ezzel szemben "A kőfalak leomlanak" egy kemény, erőteljes rock szám. Később Balázs Fecó ezt a számot is újradolgozta, csak úgy mint a "Szólíts meg vándor"-t. Összességében a kislemezen nem érződik a tagcsere váltás és méltó folytatása lett az első kislemeznek. Azonban ez a felállás sem jutott el a nagylemez készítéséig, melynek következtében Brunner Győző, 1973 elején bejelenti az együttes feloszlását. A búcsúkoncertet a Metró-klubban tartották meg, Radics Béla innen került át a szintén rövid életű Aligátor együttesbe. Balázs Ferenc és Brunner Győző pedig pár évvel később megalapítják a Korál együttest.
A Taurus második kislemeze, még az előző kislemezhez képest is kevesebb példányszámban jelent meg, mivel nem készült belőle utángyártott változat. A dalokat hivatalosan 1972-ben rögzítették, de maga a kislemez 1973 legelején jelent meg. Ez is sztereó kislemez volt, de nem volt saját borítója, hanem többfajta egységes Pepita tasakban jelent meg. Így manapság ritkaságnak számít a lemezpiacokon. 1983-ban a Krém által megjelentetett válogatáslemezen helyet kapott a "Akire szerelemmel nézhetek / A kőfalak leomlanak" című kislemez is, bár
csak az "Akire szerelemmel nézhetek" fért rá az albumra.

## Dalok
A: Akire szerelemmel nézhetek (Balázs Ferenc – Brunner Győző) - 5’08
B: A kőfalak leomlanak (Balázs Ferenc – Brunner Győző – Horváth Attila) - 5’37

## Az együttes tagjai
- Balázs Ferenc - orgona, ének
- Brunner Győző - dob, ütőshangszerek
- Radics Béla - gitár, ének
- Sztevanovity Zorán - basszusgitár, ének